# الایزینگ
دگرنامی ‌یا ‌‌الایزینگ (به انگلیسی: Aliasing، ایلیاسینگ) اثری ناخواسته در سیگنال است که باعث کاهش کیفیت آن می‌شود. 
منظور از دگرنامی، تغییرکردن سیگنال اصلی پس از بازیابی سیگنال نمونه‌برداری‌شده است. نمونه‌ای از دگرنامی، دندانه‌دارشدن (پیکسلی‌شدن) تصویر دیجیتالی است.

## جلوگیری از دگرنامی
برای جلوگیری از دگرنامی، باید طبق معیار نایکویست، نرخ نمونه‌برداری، حداقل دو برابر بیشترین فرکانس سیگنال اصلی باشد.

## دگرنامی در تصاویر دیجیتالی

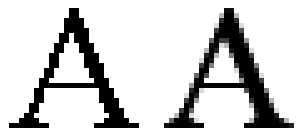
سمت چپ: تصاویر Alias شده حرف لاتین A
سمت راست: تصاویر Anti-Alias شده حرف لاتین A

دندانه‌دار شدن خطوط (پیکسلی‌شدن)، اثری است که با نمونه‌برداری سرعت پایین یک تصویر ایجاد می‌شود. این اثر باعث می‌شود که در نواحی‌ که تغییرات سریعی در تصویر وجود دارد (نواحی با بافت بسیار متغیر)، تغییرات کندی نشان داده شود. وقتی این پدیده اتفاق می‌افتد، امکان بازیابی تصویر واقعی از تصویر نمونه‌برداری شده نمی‌باشد.
دندانه‌دار شدن پدیده‌ای است که ممکن است در مورد هر وسیله‌ای که با نمونه‌گیری از اطلاعات سروکار داشته باشد روی دهد و به نوعی، تداخل الگوها محسوب می‌شود. این پدیده بیشتر در جایی روی می‌دهد که نسبتی بین نرخ نمونه‌گیری (در اینجا تعداد پیکسل‌های نمونه‌گیری شده در هر فاصله) و ساختار تکراری داده‌ها (در اینجا الگوی خاصی در تصویر) برقرار شود.
چشم انسان این نسبت را به‌صورت یک الگوی تداخلی مشاهده می‌کند و باعث می‌شود که بر طبیعت اصلی تصویر تاثیر بگذارد. یک مثال بارز از این تداخل خاص Moirè است، که دقیقاً دندانه‌دار شدن تصویر نیست، اما به‌گونه‌ای است که وقتی دو الگو با هم ترکیب می‌شوند تا الگوی سومی را ایجاد نمایند، چشم انسان به خطا می‌افتد.

## دگرنامی در سیگنال صوتی

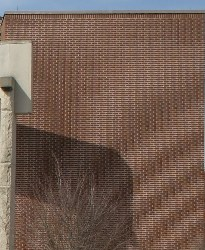
تصویر دارای دگرنامی؛ به این نوع اثرِ دگرنامی در تصاویر، الگوی مُوآره (Moiré) گفته می‌شود.

پدیده دگرنامی در سیگنال های صوتی باعث افت کیفیت صدا می شود. این پدیده بخصوص در صداهای با فرکانس بالاتر (صداهای زیر) بیشتر اتفاق می افتد. با توجه به اینکه فرکانس صوتی در محدوده 20 تا 20000 هرتز است ، طبق معیار نایکویست نرخ نمونه برداری از سیگنال صوتی باید بیش از 40000 هرتز باشد تا پدیده دگرنامی رخ ندهد.

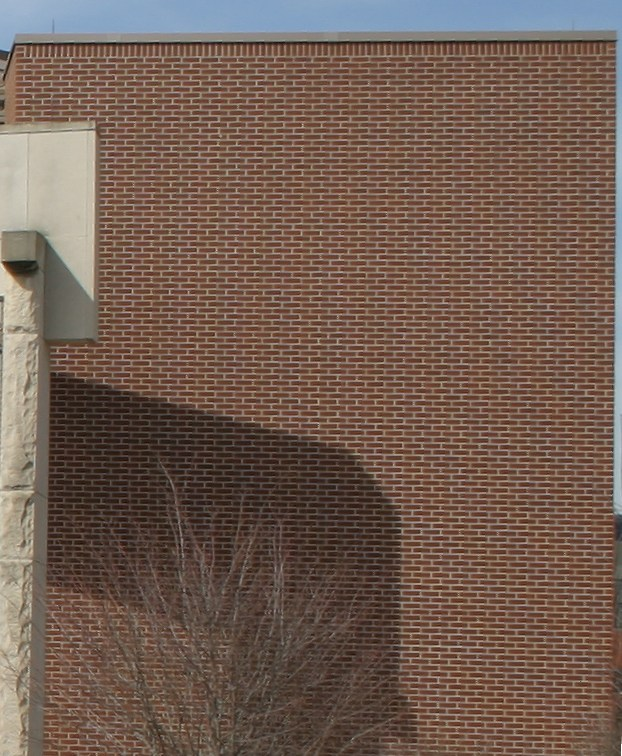
تصویر اصلی